# Вескована
Вескована (итал. Vescovana) је насеље у Италији у округу Падова, региону Венето.
Према процени из 2011. у насељу је живело 648 становника. Насеље се налази на надморској висини од 3 м.

## Становништво
| 1931. | 1936. | 1951. | 1961. | 1971. | 1981. | 1991. | 2001. | 2011. |
| ----- | ----- | ----- | ----- | ----- | ----- | ----- | ----- | ----- |
| 2.646 | 2.706 | 2.794 | 2.034 | 1.697 | 1.574 | 1.583 | 1.568 | 1.717 |